# Port Royal (Virgínia)
Port Royal é uma cidade  localizada no estado norte-americano de Virginia, no Condado de Caroline.

## Demografia
Segundo o censo norte-americano de 2000, a sua população era de 170 habitantes.
Em 2006, foi estimada uma população de 170, um aumento de 0 (0.0%).

## Geografia
De acordo com o United States Census Bureau tem uma área de
0,3 km², dos quais 0,3 km² cobertos por terra e 0,0 km² cobertos por água. Port Royal localiza-se a aproximadamente 9 m acima do nível do mar.

## Localidades na vizinhança
O diagrama seguinte representa as localidades num raio de 32 km ao redor de Port Royal.